# Trabalhos do Olhar
Trabalhos do Olhar é um livro do escritor português Al Berto, publicado em 1982, pela Contexto.